# Ворожейкіна Тетяна Євгенівна
Тетяна Євгенівна Ворожейкіна (рос. Татьяна Евгеньевна Ворожейкина; нар. 13 липня 1953, Москва, РРФСР) — російський політолог та соціолог.

## Життєпис
Закінчила історичний факультет МГУ (1975), спеціалізувалася по кафедрі нової та новітньої історії. Учениця Ківи Майданика.
В 1977–1999 працювала в Інституті світової економіки і міжнародних відносин АН СРСР.
З 1996 — викладач Московської вищої школи соціальних та економічних наук, в 2001–2005 — декан факультету політичної науки.
Visiting Professor Інституту економічної та соціальної історії університету Буенос-Айреса, Інституту міжнародних відносин Католицького Університету Ріо-де-Жанейро, Школи міжнародних досліджень Університету штату Вашингтон, США.
В 2007 — стипендіат Сахаровської програми з прав людини Дейвісовського центру російських та євразійських досліджень Гарвардського університету.
З вересня 2012 року — співробітник Левада-Центру.

## Громадянська позиція
Виступила з осудом російської збройної агресії проти України.